# Terre d'Alexandra
La terre d'Alexandra ou terre Alexandra (en russe : Земля Александры, Zemlia Aleksandry) est la plus occidentale et la quatrième île en superficie de l'archipel François-Joseph en Russie. Elle est séparée de la terre George à l'est par le détroit de Cambridge. Au nord-est de l'île, la péninsule des Aviateurs polaires est séparée de la péninsule Armitage (sur la terre George) par le canal d'Arkhangelsk.
L'île est recouverte en presque totalité par deux calottes glaciaires, la plus importante au sud-ouest de l'île et l'autre sur la péninsule des Aviateurs polaires, à l'exception au sud d'une petite zone autour du cap Mary Harmsworth et d'une région plus étendue au nord de l'île où est implantée la base militaire et station météorologique de Nagourskoïe.

## Histoire
Valerian Albanov y aborde le 25 juin 1914 et y retrouve les deux hommes qui avaient abandonné son groupe huit jours avant. Il leur fait grâce et poursuit son expédition. 
Au cours de la Seconde Guerre mondiale en 1942, l'Allemagne nazie installa une station météorologique sur l'île, disposant aussi de ravitaillements, appelée Schatzgräber (« Chercheur de trésor »). La plupart des membres de la station furent atteints de trichinose après avoir consommé de la viande crue d'ours polaire. Les occupants furent évacués en 1944 et la station abandonnée,,. Elle ne sera découverte qu'en 2016 par des scientifiques russes, soit 72 ans après l'évacuation des nazis.
L'île a été nommée en l'honneur d'Alexandra de Danemark.